# Polnischer Generalstab

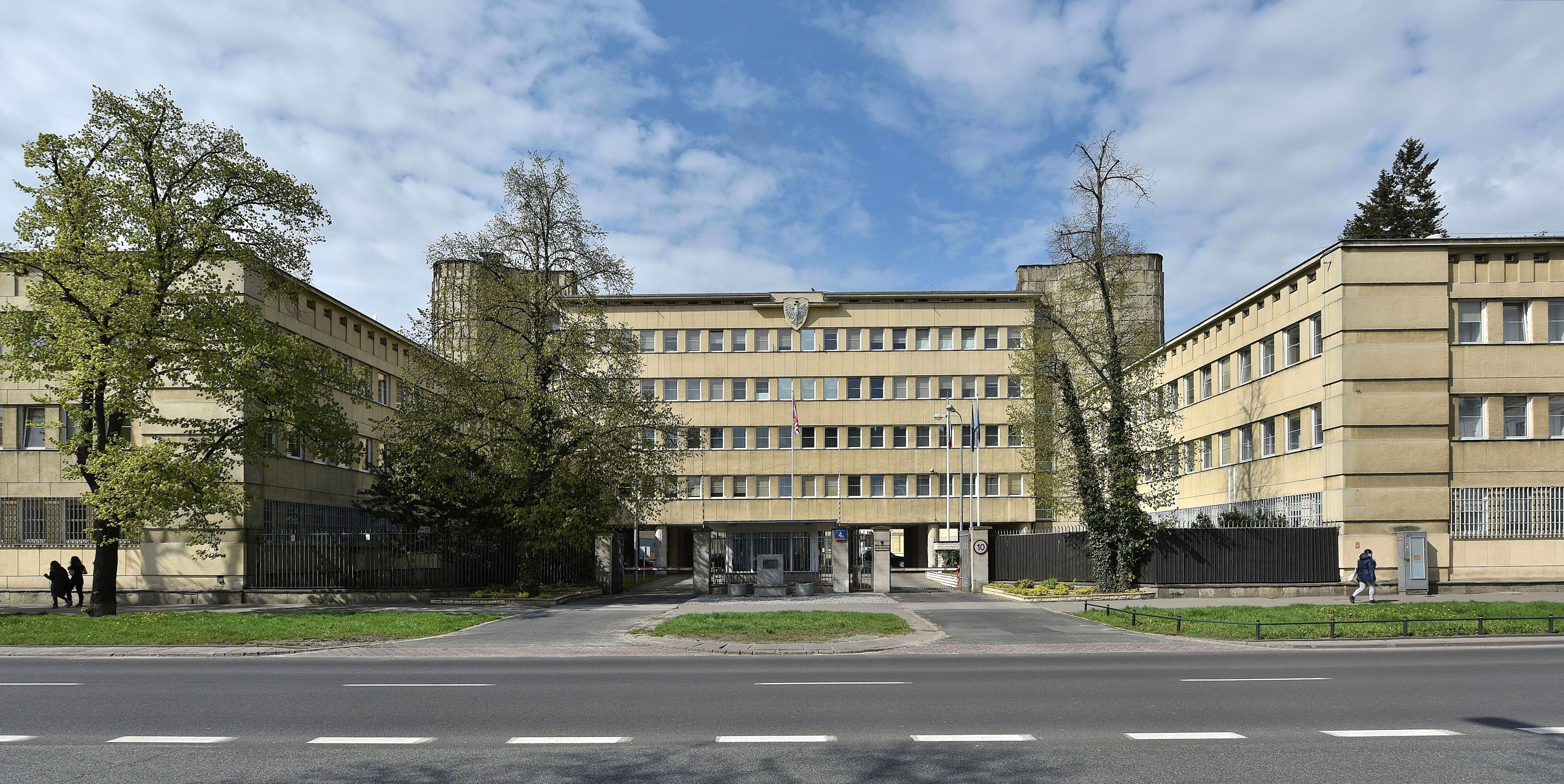
Polnischer Generalstab in Warschau, Rakowiecka Str.

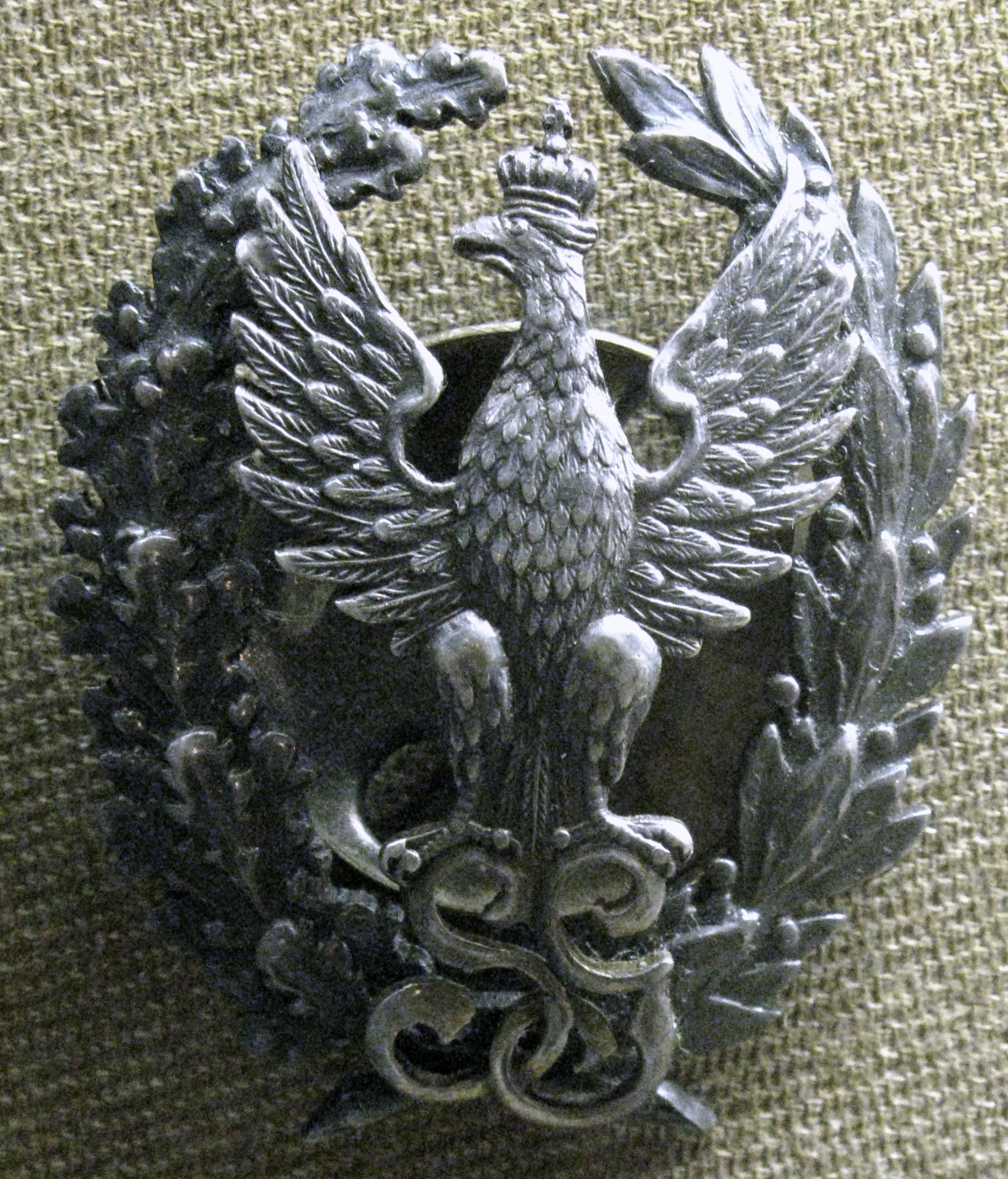
Abzeichen für Offiziere mit Hochschulbildung im Polnischen Generalstab der II. Republik Polens (1918–1939).

Der Generalstab der Polnischen Streitkräfte (polnisch : Sztab Generalny Wojska Polskiego (SG WP)) ist die für die Planung und oberste Leitung verantwortliche Organisationseinheit der Polnischen Streitkräfte.

## Geschichte
Die Gründung des Polnischen Generalstabs geht auf den 25. Oktober 1918 zurück. In seiner wechselvollen Geschichte trug er die Bezeichnung Hauptstab (polnisch: „Sztab Główny“). 
Am 10. Oktober 2023 wurde Wiesław Kukuła nach dem Rücktritt von Rajmund Andrzejczak Chef des Generalstabs der Polnischen Streitkräfte (pl: Szef Sztabu Generalnego Wojska Polskiego).

## Generalstabschefs

### Zweite Republik
Chefs des Generalstabs der Polnischen Streitkräfte der II. Republik
- Generała podporucznika (gen. ppor.) Tadeusz Rozwadowski (28. Oktober – 15. November 1918)
- Waffengeneral (generał broni - gen. broni) Stanisław Szeptycki (16. November 1918 – 7. Februar 1919)
- Gen. ppor. Stanisław Haller (8. Februar 1919 – 22. Juli 1920)
- Generał porucznik (gen. por.) Tadeusz Rozwadowski (22. Juli 1920 – 1. April 1921)
- Divisionsgeneral (gen. dyw.) Władysław Sikorski (1. April 1921 – 16. Dezember 1922)
- Marschall von Polen (Marszałek Polski) Józef Piłsudski (17. Dezember 1922 – 9. Juni 1923)
- Divisionsgeneral Stanisław Haller (9. Juni 1923 – 16. Dezember 1925)
- Brigadegeneral (gen. bryg.) Edmund Kessler (16. Dezember 1925 – 12. Mai 1926)
- Divisionsgeneral (gen. dyw.) Stanisław Haller (12. Mai 1926 – 15. Mai 1926)
- Brigadegeneral Stanisław Burhardt-Bukacki (17. Mai 1926 – 28. Juni 1926)
- Brigadegeneral Tadeusz Piskor (28. Juni 1926 – 22. Dezember 1928)

Chefs des Hauptstabs der Polnischen Streitkräfte der II. Republik
- Brigadegeneral Tadeusz Piskor (22. Dezember 1928 – 5. Dezember 1931)
- Brigadegeneral Janusz Gąsiorowski (3. Dezember 1931 – 7. Juni 1935)
- Brigadegeneral Wacław Stachiewicz (7. Juni 1935 – 18. September 1939)

### Polnische Exilregierung
- Oberst Aleksander Kędzior (7. November 1939 – 5. Juli 1940)
- Brigadegeneral Tadeusz Klimecki (Juni 1940 – 4. Juli 1943)
- Divisionsgeneral Stanisław Kopański (21. Juli 1943 – 3. September 1946)

### Volkspolen / Volksrepublik Polen
Chef des Generalstabs der Polnischen Streitkräfte in Volkspolen
- Waffengeneral Władysław Korczyc (1. Januar 1945 – 18. Januar 1954)
- Divisionsgeneral Borys Pigarewicz (cz.p.o. 1952 – 1954)
- Waffengeneral Jerzy Bordziłowski (23. März 1954 – 6. Februar 1965)
- Divisionsgeneral Wojciech Jaruzelski (6. Januar 1965 – 10. April 1968)
- Divisionsgeneral Bolesław Chocha (11. April 1968 – 11. Januar 1973)
- Waffengeneral Florian Siwicki (12. Januar 1973 – 21. November 1983)
- Waffengeneral Józef Użycki (22. November 1983 – 24. September 1990)

### Dritte Republik
Chefs des Generalstabs der Polnischen Streitkräfte in der III. Republik
- Waffengeneral Józef Użycki (1. Januar 1990 – 24. September 1990)
- Divisionsgeneral Zdzisław Stelmaszuk (25. September 1990 – 4. August 1992)
- Waffengeneral Tadeusz Wilecki (5. August 1992 – 9. März 1997)
- Waffengeneral Henryk Szumski (10. März 1997 – 29. September 2000)
- General Czesław Piątas (30. September 2000 – 31. Januar 2006)
- Waffengeneral Mieczysław Cieniuch ([m. d. F. b. polnisch pełniący obowiązki (p.o.)] 31. Januar 2006 – 27. Februar 2006)
- General Franciszek Gągor (27. Februar 2006 – 10. April 2010†)
- Waffengeneral Mieczysław Stachowiak (m. d. F. b. 10. April 2010 – 7. Mai 2010)
- General Mieczysław Cieniuch (7. Mai 2010 – 6. Mai 2013)
- General Mieczysław Gocuł (7. Mai 2013 – 31. Januar 2017)
- General Leszek Surawski (1. Februar 2017 – 2. Juli 2018)
- General Rajmund Andrzejczak (3. Juli 2018 – 10. Oktober 2023)
- General Wiesław Kukuła (seit 10. Oktober 2023)

Emblem/Wappen des Chefs des Generalstabs
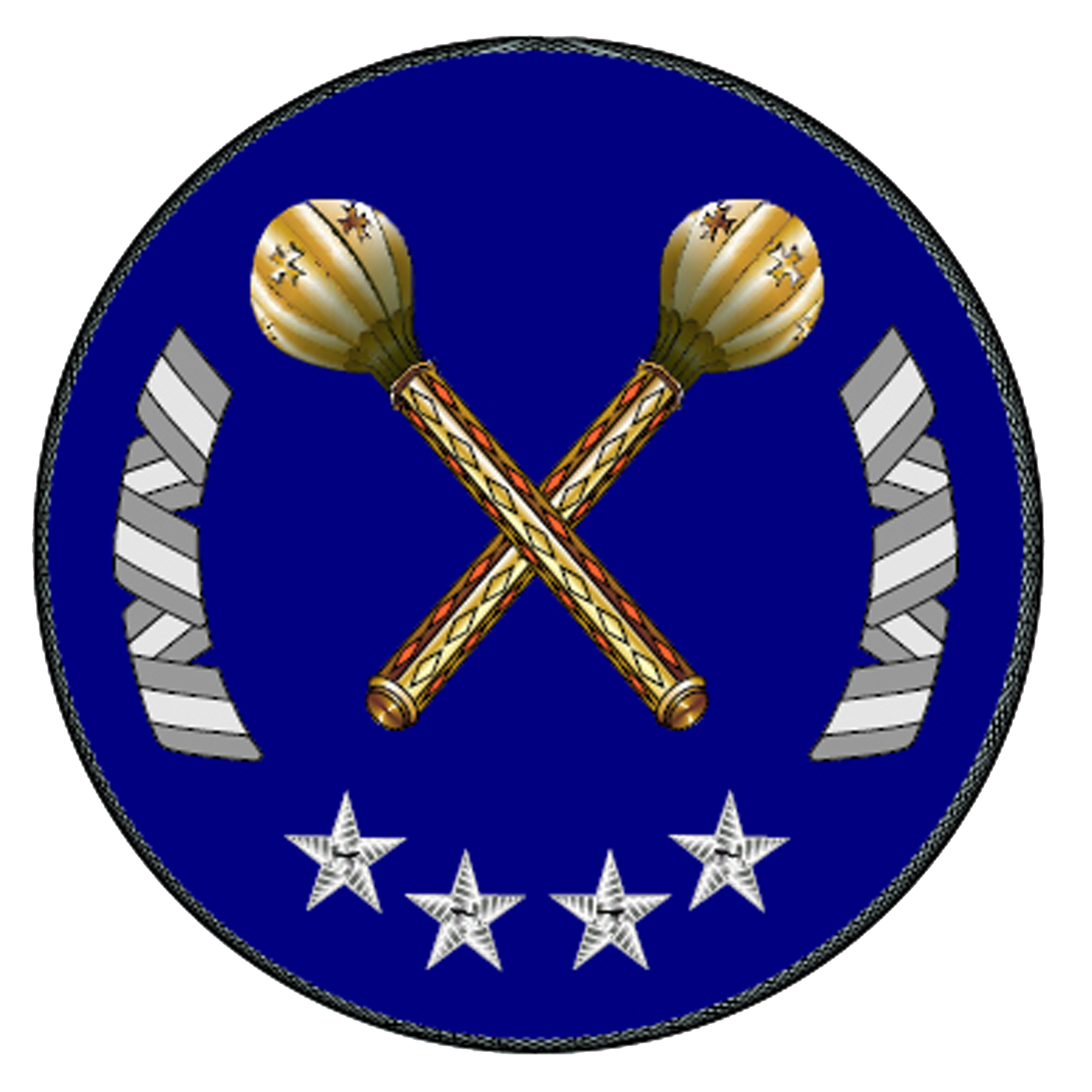
Galauniform
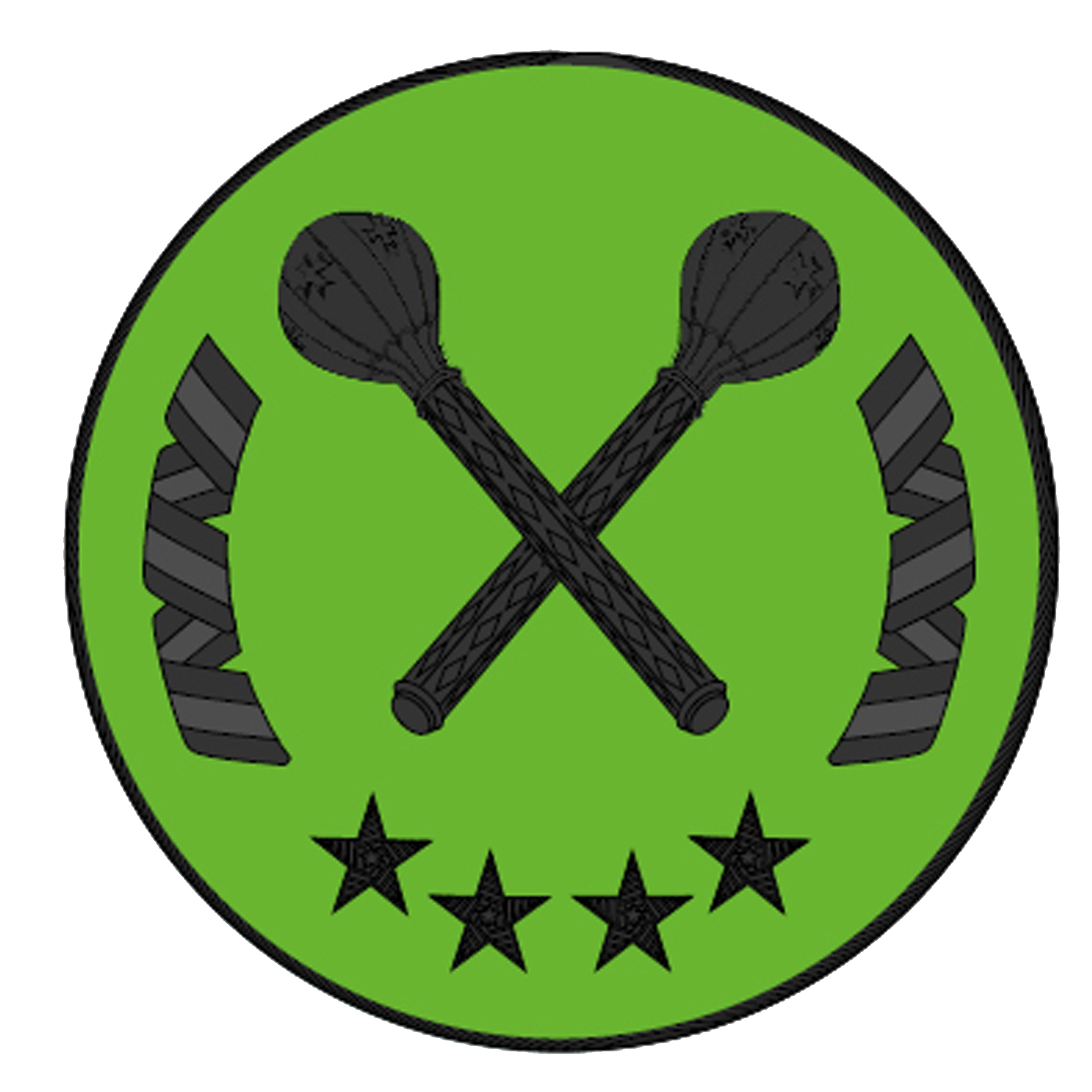
Felddienstanzug (1993)
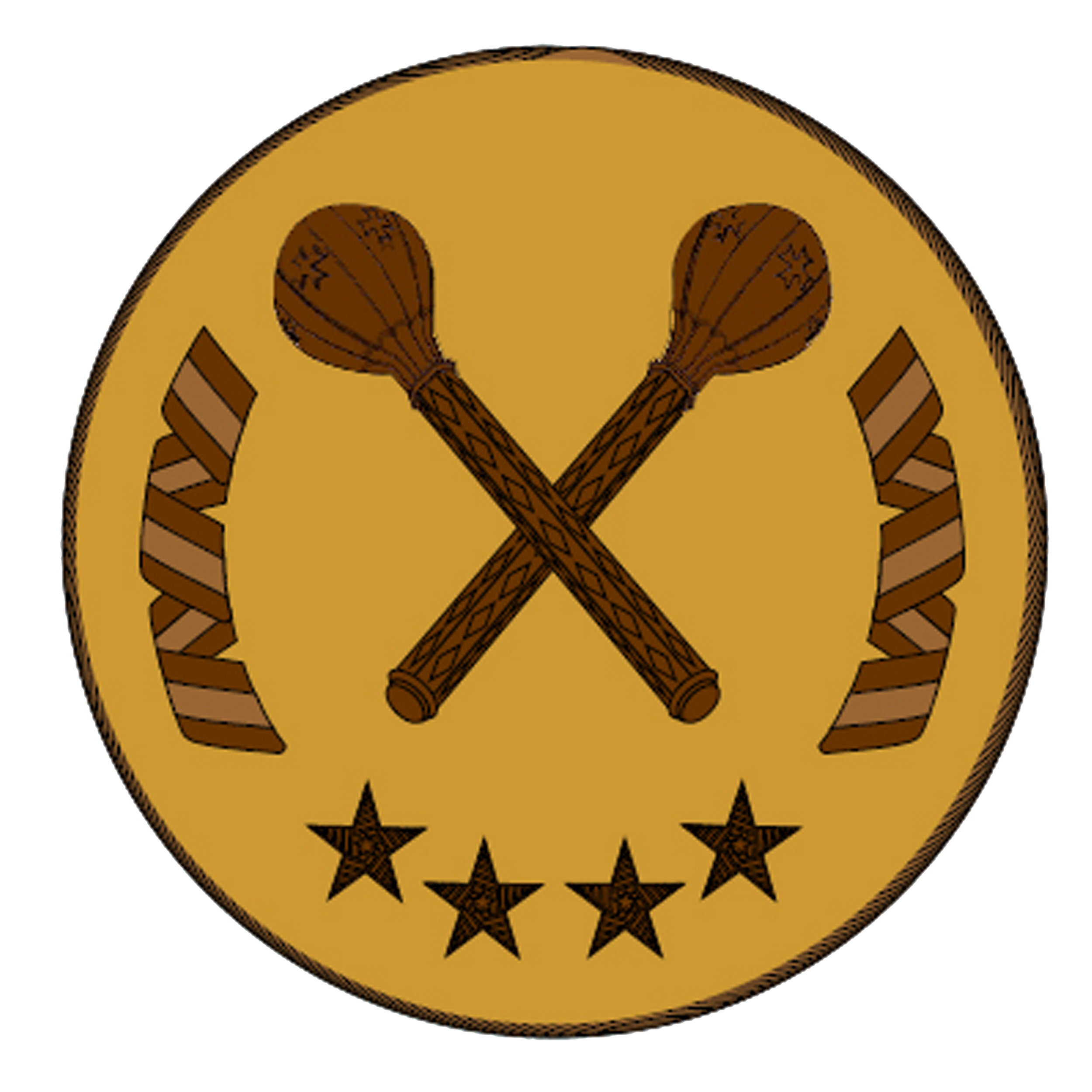
Wüstenbekeleidung